# شهرداری اونی
شهرداری اونی (گرجی: ონის მუნიციპალიტეტი) یکی از شهرداری‌های گرجستان در ناحیه راچا-لچخومی و کومو سوانتی است. مرکز اداری آن اونی است.

### تکامل جمعیت
| سال  | جمعیت |
| ---- | ----- |
| ۱۹۸۹ | ۱۲۳۱۸ |
| ۲۰۰۲ | ۹۱۸۲  |
| ۲۰۱۴ | ۶۱۳۰  |

### گروه‌های قومی
۹۸٪ مردم گرجی، ۱٫۵٪ اوستیایی، ۰٫۲٪ روس، ۱٫۱٪ آذری و ۰٫۱٪ ارمنی هستند.